# المنطقة الشمالية (البحرين)

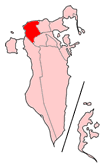
موقع بلدية المنطقة الشمالية

كانت بلدية المنطقة الشمالية في الجزء الشمالي الغربي من مملكة البحرين. تم توزيع أراضيها على محافظة الشمالية.